# Medewerkster van het Apostolaat
Een Medewerkster van het Apostolaat (Frans: Auxiliaire de l’Apostolat) is een katholieke lekenvrouw met een religieuze roeping. Medewerksters van het Apostolaat leggen geen geloften af, maar worden wel geroepen door hun bisschop. Ze vormen geen congregatie, organisatie of andere vorm van gemeenschap en hebben ook geen leider of overste. Ze gehoorzamen op individuele basis aan hun bisschop. Hun belangrijkste functie is deelname aan het apostolaat van hun bisschop (een vorm van lekenapostolaat). Medewerksters van het Apostolaat blijven actief in de maatschappij en hun beroep. Soms kiest de bisschop de missie van een Medewerkster van het Apostolaat. Dit kan een beroep zijn, lidmaatschap bij een vereniging, verhuizen naar een parochie…  Medewerksters van het Apostolaat maken over het algemeen niet bekend dat ze dit zijn, naar analogie met de gelijkenis van de zuurdesem.

## Geschiedenis
De eerste Medewerksters van het Apostolaat ontstonden kort na de Eerste Wereldoorlog in het aartsbisdom Mechelen, wanneer enkele vrouwen uit de katholieke vrouwenbeweging contact opnamen met kardinaal Mercier. Ze hadden een religieuze roeping, maar wilden dit kunnen combineren met een leven als leek. In de jaren ’20 en ’30 verspreidde het fenomeen zich naar de andere Belgische bisdommen en naar het buitenland. Hun internationale vormingscentrum bevindt zich in Lourdes, maar dit doet enkel functie voor opleidingen en is geen moederhuis.
In de jaren 1960 waren er ongeveer 150 Medewerksters van het Apostolaat in elk Belgisch bisdom. Vandaag zijn deze aantallen sterk gedaald, maar in Afrika en Azië bloeit de roeping. Er wordt geschat dat tussen 1917 en 2007 er wereldwijd ongeveer 3.500 Medewerksters van het Apostolaat geroepen werden door 350 bisschoppen.

## Bekende en belangrijke Medewerksters van het Apostolaat
Dit overzicht is gebaseerd op lijsten die bewaard worden in het Aartsbisschoppelijk Archief van Mechelen.
- Tilla Vulhopp
- Victoire Cappe
- Maria Baers
- Berthe de Lalieux de la Rocq
- Jeanne Cardijn
- Madeleine De Roo
- Adèle de Lhoneux
- Louisa Coens
- Louise Colen